# Lamine Ben Aziza
Lamine Ben Aziza (ur. 10 listopada 1952 w Grombalii) – tunezyjski piłkarz występujący na pozycji bramkarza. Uczestnik Mistrzostw Świata 1978.

## Kariera klubowa
Podczas kariery piłkarskiej reprezentował barwy klubów Grombalia Sports, Étoile Sportive du Sahel i CS Hammam-Lif.

## Kariera reprezentacyjna
W reprezentacji Tunezji występował w latach siedemdziesiątych. Uczestniczył w Mistrzostwach Świata 1978. Na mundialu był rezerwowym i nie wystąpił w żadnym meczu.